# Programma di Erfurt

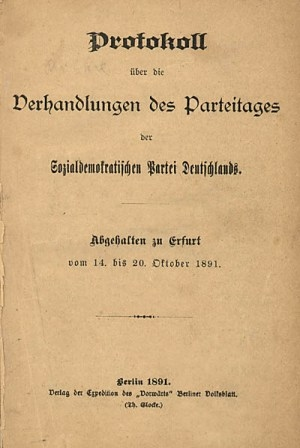
Frontespizio del programma del congresso di Erfurt

Il programma di Erfurt (in tedesco: Erfurter Programm) fu adottato dal Partito Socialdemocratico di Germania (SPD) durante il congresso tenuto ad Erfurt nel 1891. Questo documento, elaborato sotto la guida politica di Eduard Bernstein, August Bebel, e Karl Kautsky, sostituì il precedente programma di Gotha.

## Il programma
La prima parte del testo, quella più teorica di inquadramento storico, era stata redatta da Kautsky, mentre quella pratica sui fini del partito era stata scritta da Bernstein.
Nella prima parte si ribadiva l'ineluttabilità della rivoluzione socialista, in quanto il capitalismo tendeva ad inasprire sempre più i conflitti sociali e perciò creava esso stesso le condizioni per la propria caduta.
Il programma dichiarava perciò imminente la morte del capitalismo ed affermava la "necessità storica" della proprietà socialista dei mezzi di produzione.
Nella seconda parte si chiariva che il Partito intendeva perseguire questi obiettivi attraverso la partecipazione politica legale piuttosto che attraverso l'attività rivoluzionaria. Poiché il capitalismo per sua natura stava per crollare, lo scopo immediato dei socialisti doveva essere il miglioramento delle condizioni di vita dei lavoratori piuttosto che la rivoluzione, che era inevitabile.

## Diffusione e critiche
Nel 1892 Kautsky scrisse anche il commento ufficiale di partito al programma di Erfurt, che s'intitolava La lotta di classe. 
Le versioni divulgative del marxismo contenute nelle opere di Kautsky e Bebel furono molto più diffuse e lette in Europa fra la fine dell'Ottocento ed il 1914 che non le opere di Marx.
In particolare La lotta di classe fu tradotta in sedici lingue entro il 1914 e fu considerato dai partiti socialisti aderenti alla Seconda Internazionale come il nuovo Manifesto.
Questo testo portò a definire ortodossa la teoria marxista elaborata nei decenni precedenti il 1917, quando la Rivoluzione d'ottobre produsse una profonda spaccatura nel movimento socialista internazionale.
Dopo la Rivoluzione d'ottobre il marxismo esposto ne La lotta di classe è stato ritenuto dai marxisti rivoluzionari come una versione semplificata, e contaminata di positivismo, del marxismo ed è spesso chiamata "Marxismo volgare" o "Marxismo della Seconda Internazionale". Tuttavia ancora nel 1899 Lenin lodava il programma di Erfurt e diceva di volerlo imitare.